# Гусейнов, Анар Хейбер оглы
Анар Хейбер оглы Гусейнов (азерб. Anar Xeybər oğlu Hüseynov; род. 11 октября 1974, Баку) — азербайджанский дипломат. Посол Азербайджана в Албании.

## Биография
Родился 11 октября 1974 года в Баку. В 1996 году окончил Азербайджанский государственный экономический университет, факультет международных экономических отношений. 
С 1996 по 1999 год работал в департаменте внешнеэкономических отношений МИД Азербайджана. С 1999 по 2000 год являлся атташе данного департамента.
С 2000 по 2004 год — третий, второй секретарь посольства Азербайджана в Австрии.
С 2004 по 2006 год — второй, первый секретарь департамента экономического сотрудничества МИД Азербайджана.
С 2006 по 2007 год являлся первым секретарём посольства Азербайджана в Германии. С 2007 по 2010 год являлся советником посольства Азербайджана в Германии.
С 2010 по 2011 год являлся главой отдела департамента экономического сотрудничества и развития МИД Азербайджана.
С 2011 по 2015 год — советник посольства Азербайджана в Греции.
С 2015 по 2016 год — заместитель директора департамента экономического сотрудничества и развития МИД Азербайджана. С 2016 по 2019 год являлся директором данного департамента.
27 сентября 2019 года присвоен ранг чрезвычайного и полномочного посланника второй степени.
Посол Азербайджана в Греции (27 сентября 2019 — 7 апреля 2023). Одновременно назначен послом Азербайджана в Албании (с 30 января 2020).
Владеет английским, русским, немецким языками.